# Myawaddy
Myawaddy (birmano: မြဝတီ), è una città della Birmania, situata nello stato Karen, a ridosso del confine con la Thailandia. Separata dalla città di confine tailandese di Mae Sot, lungo il fiume Moei, la città è un punto di scambio importante tra Birmania e Thailandia.

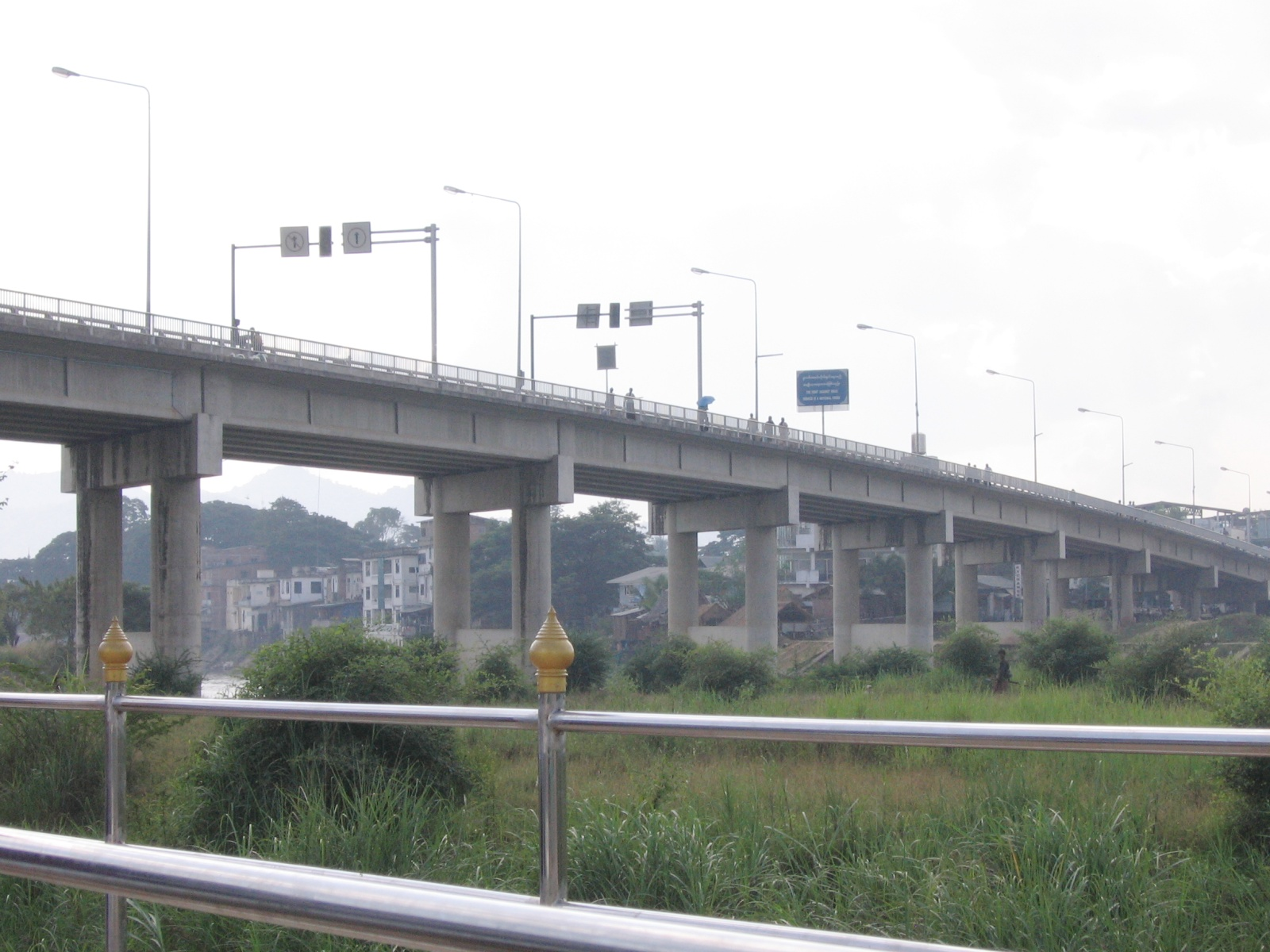
Il ponte dell'amicizia che collega
Myawaddy con la città thailandese di Mae Sot